# Vers-Pont-du-Gard
Vers-Pont-du-Gard (in occitano Vèrç) è un comune francese di 1 745 abitanti situato nel dipartimento del Gard, nella regione dell'Occitania.

## Società

### Evoluzione demografica
Abitanti censiti

## Amministrazione

### Gemellaggi
- Palézieux
- Santa Vittoria d'Alba, dal 1973